# Katángformák
A katángformák vagy nyelvesvirágúak (Cichorioideae) a fészkesvirágzatúak (Asterales) rendjébe tartozó őszirózsafélék (Asteraceae) családjának egy alcsaládja.

## Jellemzők
Virágzatukban csak öt cimpájú, nyelves virágok vannak. Tejnedvük van.

## Rendszerezés
Az alcsaládot hagyományos meghatározása szerint 1998-ban parafiletikusnak találták, ezért az újabb rendszertanok egyes nemzetségcsoportjait más alcsaládokba mozgatták, és csökkentett taxonszámmal hozzák az alcsaládot. Panero és Funk 2002-es leírása szerint az Arctoteae, Vernonieae, Liabeae, Cichorieae és Gundelleae nemzetségcsoportok tartoznak bele.

## Magyarországi fajok

### Haszonnövények
- A mezei katáng (Cichorium intybus) gyomnövény, de termesztett alakjai közül a cikória (C. intybus convar. radicosum) gyöktörzsét kávépótlónak használják, az endívia (C. intybus convar. foliosum, Cichorium endivia) leveléből pedig salátát készítenek.
- A fejes saláta (Lactuca sativa convar. capitata) kedvelt salátanövényünk,
- A kötözősaláta (L. sativa convar. longifolia) szintén salátanövény, de ritkábban fogyasztjuk.
- A spanyol pozdor (Scorzonera hispanica) gyökérzöldség.

### A természetes flóra növényei
- kék saláta (Lactuca perennis),
- kacúros véreslapu (Hypochoeris radicata),
- nagy bojtorján (Arctium lappa),
- pongyola pitypang (Taraxacum officinale) közönséges gyomnövény,
- keszeg saláta (Lactuca serriola) közönséges gyomnövény,
- közönséges oroszlánfog (Leontodon hispidus) közönséges gyomnövény,
- keserűgyökér (Picris hieracioides) közönséges gyomnövény,
- nagy bakszakáll (Tragopogon dubius) közönséges gyomnövény,
- közönséges bakszakáll (T. orientalis) közönséges gyomnövény,
- zörgőfű (Crepis spp.) közönséges gyomnövény,
- csorbókák (Sonchus oleraceus, S. arvensis, Sonchus asper) közönséges gyomnövények,
- ezüstös hölgymál (Hieracium pilosella) gyepek indás növénye.